# Serafim Fernandes de Araújo
Serafim Fernandes de Araújo (Minas Novas, 13 agosto 1924 – Belo Horizonte, 8 ottobre 2019) è stato un cardinale e arcivescovo cattolico brasiliano.

## Biografia
Dopo gli studi nel seminario di Diamantina, nel 1945 si recò in Italia dove studiò Teologia presso la Pontificia Università Gregoriana. Il 12 marzo 1949 venne ordinato sacerdote a Roma, nella cattedrale di San Giovanni in Laterano, dall'arcivescovo Luigi Traglia. Ritornato in Brasile nel 1951, iniziò la sua attività sacerdotale come parroco della città di Gouveia fino all'anno 1957 e poi in quella di Curvelo. Nel 1956 fu docente di Diritto canonico nel Seminario provinciale di Diamantina, direttore di Catechesi nell'arcidiocesi e professore di Insegnamento religioso nella Escola Normal della stessa città.
Il 19 gennaio 1959 fu nominato vescovo ausiliare di Belo Horizonte da papa Giovanni XXIII e nel 1960, venne scelto come Rettore dell'Università Cattolica di Minas Gerais. Per vari anni fu responsabile di un programma giornaliero, «A Palavra de Deus» trasmesso da Rádio América di Belo Horizonte e di un altro programma domenicale in tre diversi canali televisivi della capitale di Minas Gerais (Bandeirantes, Globo e Minas). Inoltre fu delegato al Concilio Vaticano II (1962-1965) ed in quanto tale fu l'ultimo padre conciliare brasiliano ad avervi partecipato.
Il 22 novembre 1982 fu nominato arcivescovo coadiutore della medesima sede per poi ricoprire l'ufficio di arcivescovo di Belo Horizonte dal 5 febbraio 1986 al 28 gennaio 2004 e di vice-presidente della Conferenza Nazionale dei Vescovi del Brasile fra il 1991 ed il 1995.
Papa Giovanni Paolo II lo innalzò alla dignità cardinalizia nel concistoro del 21 febbraio 1998.
Morì a Belo Horizonte l'8 ottobre 2019 all'età di 95 anni per le complicazioni di una polmonite. In seguito ai solenni funerali celebrati dall'arcivescovo Walmor Oliveira de Azevedo due giorni dopo alle ore 17, venne tumulato come i suoi predecessori all'interno della cripta della cattedrale di Nostra Signora del Buon Viaggio.

## Genealogia episcopale e successione apostolica
La genealogia episcopale è:
- Cardinale Scipione Rebiba
- Cardinale Giulio Antonio Santori
- Cardinale Girolamo Bernerio, O.P.
- Arcivescovo Galeazzo Sanvitale
- Cardinale Ludovico Ludovisi
- Cardinale Luigi Caetani
- Cardinale Ulderico Carpegna
- Cardinale Paluzzo Paluzzi Altieri degli Albertoni
- Papa Benedetto XIII
- Papa Benedetto XIV
- Cardinale Enrico Enriquez
- Arcivescovo Manuel Quintano Bonifaz
- Cardinale Buenaventura Córdoba Espinosa de la Cerda
- Cardinale Giuseppe Maria Doria Pamphilj
- Papa Pio VIII
- Papa Pio IX
- Cardinale Alessandro Franchi
- Cardinale Giovanni Simeoni
- Cardinale Antonio Agliardi
- Cardinale Basilio Pompilj
- Arcivescovo Joaquim Domingues de Oliveira
- Cardinale Jaime de Barros Câmara
- Arcivescovo Jose Newton de Almeida Baptista
- Cardinale Serafim Fernandes de Araújo

La successione apostolica è:
- Arcivescovo Luiz Mancilha Vilela, SS.CC. (1986)
- Vescovo Werner Franz Siebenbrock, S.V.D. (1988)
- Arcivescovo Ricardo Pedro Chaves Pinto Filho, O.Praem. (1990)
- Vescovo David Dias Pimentel (1997)
- Vescovo Décio Sossai Zandonade, S.D.B. (1997)
- Vescovo Geraldo Vieira Gusmão (1998)
- Vescovo Diamantino Prata de Carvalho, O.F.M. (1998)
- Vescovo Guilherme Porto (1998)
- Vescovo José Mauro Pereira Bastos, C.P. (2000)
- Arcivescovo Dario Campos, O.F.M. (2000)
- Vescovo Antônio Roberto Cavuto, O.F.M.Cap. (2005)